# Elektrokardiografija
Elektrokardiografija je hitra, preprosta in neboleča preiskava, med katero se električni impulzi iz srca ojačijo in zapišejo na tekočem traku papirja. Elektrokardiogram (EKG) zdravniku omogoči, da analizira srčni center, ki je vodnik, ki sproži vsak srčni utrip, prevodne poti v srcu ter srčno frekvenco in ritem.

## Začetki
Prve krivulje sta posnela leta 1887 Anglež Waller, rojen v Parizu, in za njim leta 1903 Nizozemec Einthoven, ki je leta 1924 prejel Nobelovo nagrado.

## Potek
Na kožo pritrdijo 9 elektrod (na levo in desno zapestje, na levi gleženj ter šest elektrod na sprednjo in levo stran prsnega koša, tako da obkrožajo srce - prekordialne ali obsrčne elektrode. EKG odda 12 odvodov ali zapisov, ki imajo posebne oznake. Najprej je tu 6 odvodov, med katerimi so prvi trije dipolni (diferenca med dvema točkama) drugi pa so enopolni. 
- D1 - desna roka in leva roka
- D2 - desna roka in leva noga
- D3 - leva roka in leva noga
- AVR - desna roka
- AVL - leva roka
- AVF - leva noga

Naslednjih šest odvodov je spet enopolnih, vendar prekordialnih:
- V1, V2, V3, V4, V5 in V6

## Krivulja ali odvod
Okoli vodoravne črte vidimo valove, ki se dvigajo (pozitivni) ter valove, ki padajo pod njo (negativni). Vsak val ima svoje ime: P, Q, R, S in T. Poznamo tri bistvene anomalije pri srčnem infarktu, ki so vidne na tej krivulji.
- prva je ishemija, ki ustreza najmanj poudarjeni stopnji asfiksije miokarda (izraža se v valu T in v črti, ki povezuje S in T)
- druga stopnja je lezija
- tretja pa je nekroza ali mišična smrt (izbere si val Q)